# ノビル系

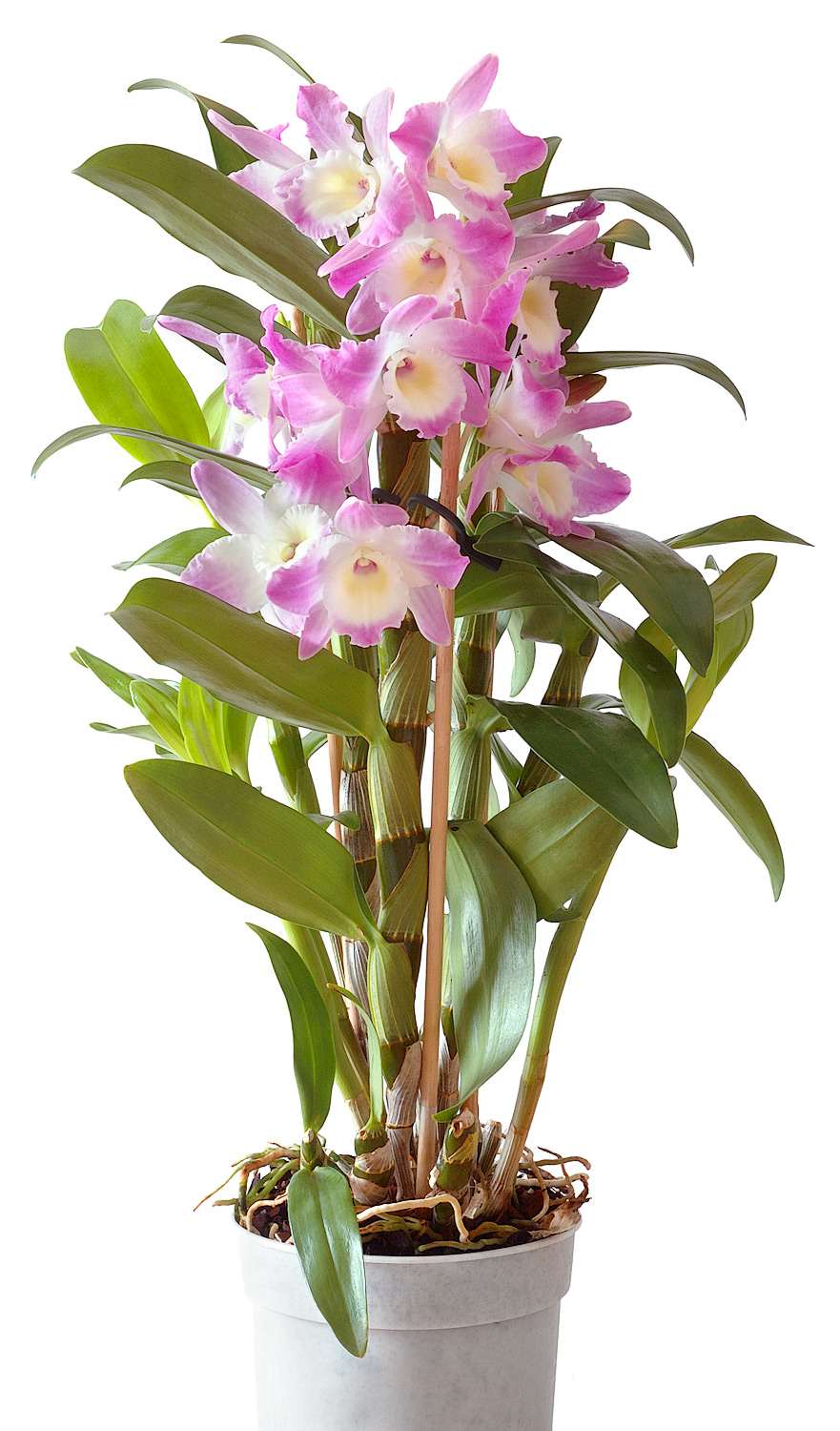
ノビル系の交配品種
代表的なデンドロビウム

ノビル系とは、洋ランとしてのセッコク属の植物の一群を指す名である。茎に沿って多数の花をつけるのが特徴で、かつてはデンドロビウムの主流であった。

## 概説
ノビル系という名前は、原種であるデンドロビウム・ノビル D. nobile に基づき、この群はこの原種およびその近縁種の交配による品種全体を含む。日本のセッコクもこれらに近縁で、この群の交配親としても使われている。
特徴としては細長い偽球茎の節ごとに少数の花をつける。花はその年以前の茎に開花する。低温で花芽を生じ、また比較的低温に強いため、日本の一般家庭でも栽培が可能である。かつてはデンドロビウムといえばこれを指した。

## 特徴

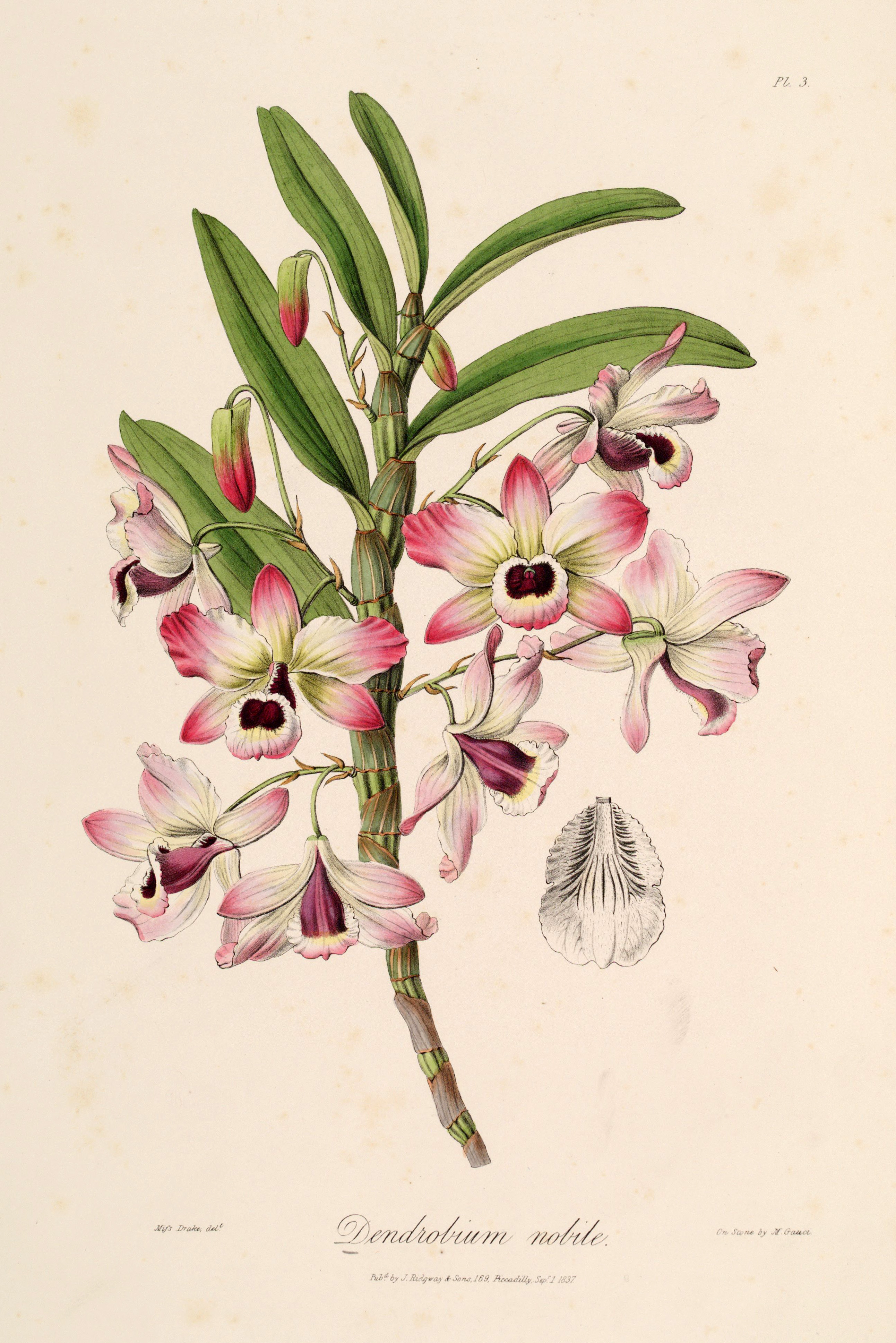
デンドロビウム・ノビル(図版)

多年生の着生植物で、多茎性のラン科植物。偽球茎は棒状、種類にもよるが草丈は大きいもので60cm程度になり、多数の節があって、節ごとに葉がつく。葉には長い葉鞘があり、茎を包んで、先端には葉身がつく。葉身はほぼ楕円形から卵状楕円形、革質で平坦。
花は前年に生長した偽球茎に咲くか、二年前のものに開花するのが普通である。ノビルは二年前の偽球茎に咲かせるものであったが、セッコクの系統は一年前のそれに開花する。花茎は短く、一つの花茎当たりごく少数、せいぜい4輪程度の花をつけるのみである。その代わり、偽球茎の先端の方から中程まで、時にはより下方の節にまで一面に花を着けるため、株全体が花で覆われたようになり、美しい。
花はセッコク属の標準的なもので、唇弁は多少丸く広がる。花形の変異はあまり大きくない。

## 品種

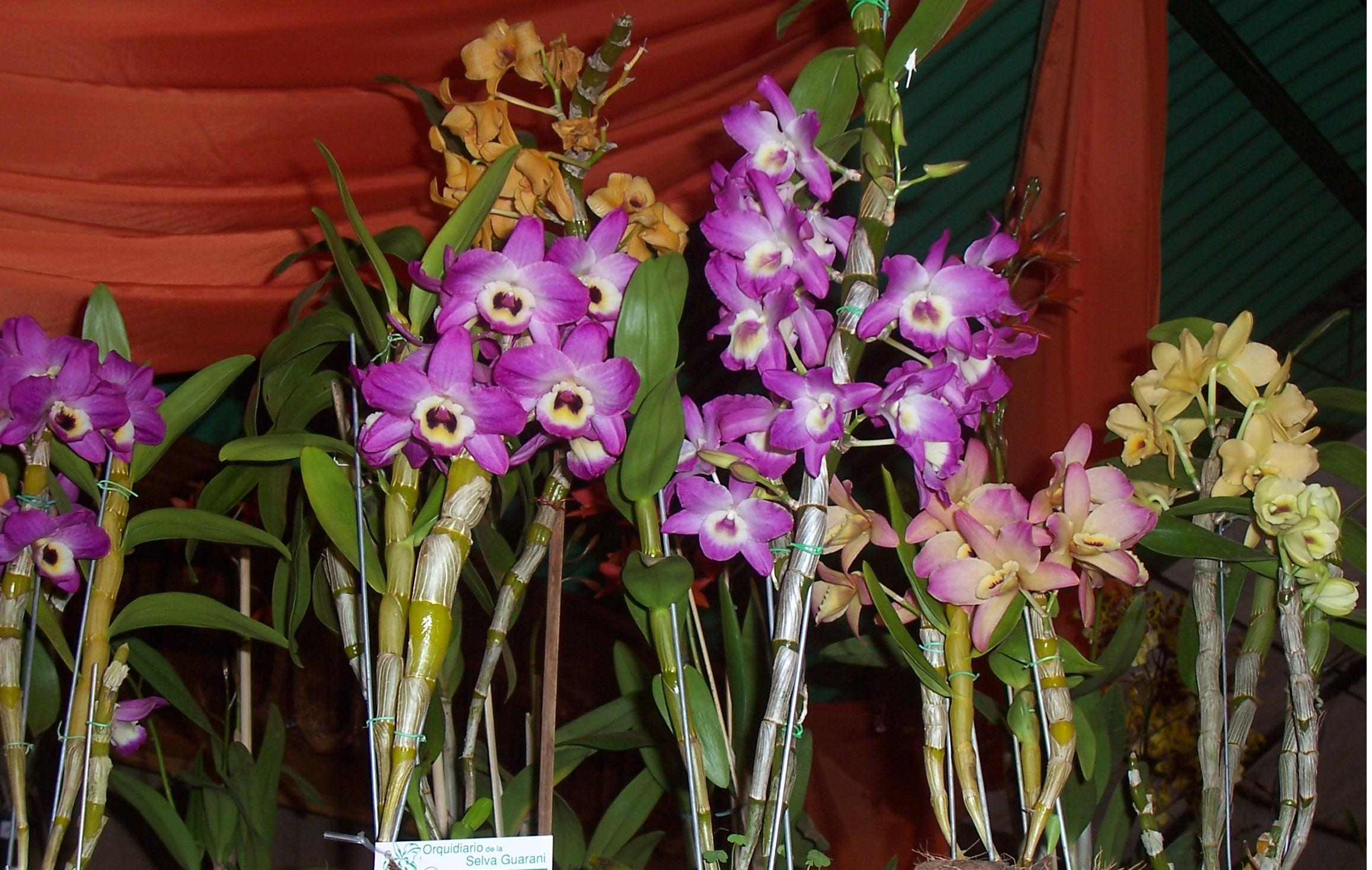
ノビル系デンドロビウム各種

この類の品種改良では、日本は世界のトップレベルにある。当初はその品種改良はイギリスを中心に行われたが、実生繁殖が比較的容易であったこともあり、日本でも早くから改良が行われ、一頃は欧米をしのぐ勢いがあったとも言う。
この類でもっとも基本的な原種は上記のようにノビルという種である。これを中心に熱帯性の種を交配したものがこの類の主要な部分を成す。ノビル以外の重要な原種としては D. aureum、D. hildebrandii、D. wardianum、D. findleyanumなどが挙げられる。日本のセッコクも近縁であり、交配親として利用され、その系統のものはやや小型で耐寒性に優れ、日本ではより栽培が容易である。
花色は多様。原種であるノビルは白っぽい花弁の先端側から紫に色づき、唇弁の中心の方が濃褐色に染まるというものなので、これに類する色彩が多く、ピンクや白、それに黄色などの色彩のものが作られている。赤花や青系はほとんど無い。

## 栽培
ノビルの原産地はインド北部からヒマラヤにかけての高地で、気温は高温時でも30℃程度にしかならず、寒冷期には最低気温が10℃以下に下がる。また、雨季と乾季がはっきりしている。この植物は雨期に生長し、乾期に休眠し、このときに花芽が分化する。従って、開花させるには10℃程度の低温にさらす必要がある。
このように洋ランとしては耐寒性が高く、日本ではしっかりした温室がなくても家屋内に取り込むだけで栽培が可能であり、これが古くから普及してきた理由にもなっている。普通は春から夏にかけて成長、成熟し、秋から冬にかけての低温で花芽を生じて、保温が十分であれば冬に、特別な保温設備がなければ冬を越えて春に開花させる。
ただし花芽分化の条件がはっきりしているため、これをうまく扱えない、あるいは肥料が多すぎるなどの場合には花芽が分化せず、それらが全て普通の葉芽となり、いわゆる高芽になってしまい、花を見られなくなる。

## 利用

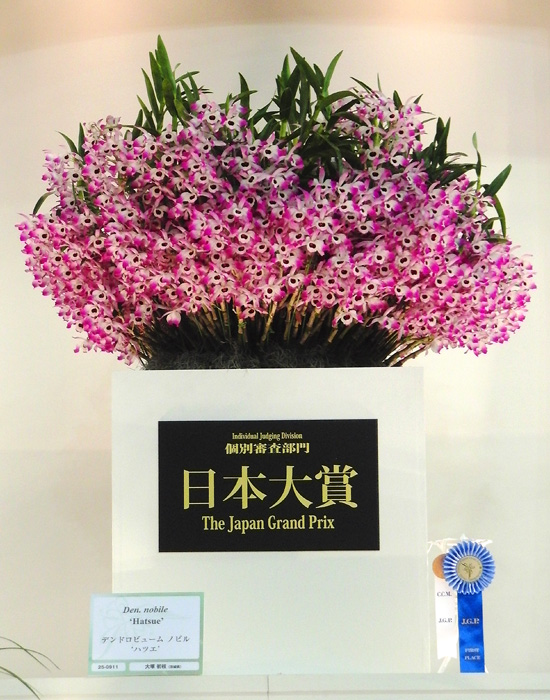
大鉢仕立ての開花株

洋ランとして栽培される。いわゆるデンドロビウムと言えば、この系統のものが標準的なものと考えられ、古くから広く普及している。趣味の栽培にも贈答用にも販売されている。
ただ、上記のように花芽分化の条件が厳しいため、開花株が流通するのは冬から春に限定され、それ以外の時期に花が販売されることはほとんどない。また、花茎がごく短いため、切り花には向かず、鉢花としての販売が主流である。その点、デンファレ系が花茎が長くて切り花としても多く出回り、花芽分化の分化の条件が厳しくないために年間を通じて販売されている状況とは対照的となっている。